# Prezident Jižní Koreje
Prezident Korejské republiky (korejsky: 대한민국 대통령; hanča: 大韓民國 大統領; přepis: Tehanminguk Tetchongnjong) je hlavou Jižní Koreje, vrchním velitelem Ozbrojených sil Korejské republiky a předsedou Státní rady a Vlády Jižní Koreje. Současným prezidentem je demokrat I Če-mjong, který byl zvolen v předčasných volbách v červnu 2025.
Je volen přímou volbou na pětileté období bez možnosti znovuzvolení. Pokud by se uvolnilo prezidentské místo, musí být jeho nástupce zvolen do šedesáti dnů, přičemž během této doby má prezidentské povinnosti vykonávat premiér, nebo jiní vysocí členové kabinetu v pořadí podle priority stanovené zákonem. Prezident je zproštěn trestní odpovědnosti (s výjimkou povstání nebo zrady).
Sídlem jihokorejských prezidentů byl Modrý dům v Soulu. V roce 2022 nově zvolený prezident Jun Sok-jol přesunul sídlo do bývalé budovy Ministerstva spravedlnosti a Modrý dům otevřel veřejnosti.

## Historie
Před vznikem Jižní Koreje v roce 1948 byla v Šanghaji v září 1919 ustanovena Prozatímní vláda Jižní Koreje. V roce 1948 byla Prozatímní vláda prohlášena za oficiální Vládu Jižní Koreje.
Funkční období prezidenta bylo stanoveno na pět let od roku 1988. Dříve bylo stanoveno na čtyři roky od roku 1948 do roku 1972, šest let od roku 1972 do roku 1981 a sedm let od roku 1981 do roku 1988. Od roku 1981 je prezidentovi zakázáno volit.

## Pravomoci a povinnosti prezidenta
Kapitola 3 jihokorejské ústavy uvádí povinnosti a pravomoci prezidenta.
Prezident je povinen:
- dodržovat ústavu
- zachovat bezpečnost a integritu Jižní Koreje
- pracovat pro mírové znovusjednocení Koreje, (obvykle působí jako předseda Poradní rady pro národní sjednocení)

Prezident má pravomoc:
- vyhlásit válku
- uspořádat referendum o otázkách celostátního významu
- dát milost
- vyhlásit nouzový stav, který pozastaví platnost všech zákonů nebo uzákoní stav stanného práva
- vetovat návrhy zákonů

Prezident může posunout důležité politické záležitosti k celostátnímu referendu, vyhlásit válku, uzavřít mír a jiné smlouvy, jmenovat vysoké veřejné činitele a udělit amnestii (se souhlasem Národního shromáždění). V dobách vážných vnitřních nebo vnějších nepokojů nebo ohrožení nebo hospodářských nebo finančních krizí může prezident převzít mimořádné pravomoci „pro udržení národní bezpečnosti nebo veřejného míru a pořádku“. Mimořádná opatření lze učinit pouze v době, kdy Národní shromáždění nezasedá a není-li čas na jeho svolání. Jinak jsou opatření omezena na „nezbytné minimum“.
Ústava z roku 1987 odstranila výslovná ustanovení ústavy z roku 1980, která vládě zmocňovala dočasně pozastavit svobody a práva lidí. Prezidentovi je však povoleno přijímat další opatření, která by mohla po dobu trvání krize změnit nebo zrušit stávající zákony. Není jasné, zda by taková mimořádná opatření mohla dočasně pozastavit části samotné ústavy. Mimořádná opatření musí být předložena Národnímu shromáždění ke schválení. Nejsou-li nouzová opatření schválena shromážděním, mohou být odvolána; všechny zákony, které byly přepsány prezidentským příkazem, znovu získají svůj původní účinek. V tomto ohledu je moc zákonodárného sboru prosazována důrazněji než v případech ratifikace smluv nebo vyhlášení války.

## Volby
Pravidla prezidentských voleb jsou definována jihokorejskou ústavou a zákonem o volbách veřejných činitelů. Prezident je volen přímým lidovým hlasováním.